# Ängssandbi
Ängssandbi (Andrena bicolor) är en art i insektsordningen steklar som tillhör överfamiljen bin och familjen grävbin. 

## Beskrivning
Arten är tämligen liten med en kroppslängd av 9 till 10 mm. Honan har svart behåring i ansiktet, svarta antenner, orangebrun päls på mellankroppens ovansida, och på de två första tergiterna, tunn, lång päls som är orangebrun hos unga individer, men bleknar till beige på äldre djur. De tre första tergiternas bakkanter har ljust gulbruna band. Honans bakskenben är mörkbruna med blekorange päls.
Hanen har samma svarta päls i ansiktet som honan. Antennerna är mörkbruna, mellankroppens ovansida och de två första tergiterna har liknande färger som honan, men mer dunkelt färgade.

## Ekologi
Arten finns i många olika naturtyper, som kalkängar, gles skog och fruktträdgårdar. I Alperna kan den gå upp till 1 800 m.. Den kan ha två generationer årligen, tidig mars till maj eller juni, och juni till sent i augusti. Den andra generationen är dock sällsynt.
Biet är polylektiskt, det besöker blommande växter från ett flertal familjer. Den första generationen flyger till bland annat rosväxter (som släktena fingerörter och hagtornar), sparrisväxter (klockhyacinter), korgblommiga växter (skråpsläktet, tusenskönor och maskrosor), ranunkelväxter (ranunkelsläktet och kabblekor), amaryllisväxter (narcisser), grobladsväxter (veronikor), korsblommiga växter (senap), vivesläktet (vivor) samt videsläktet (videväxter), medan sommargenerationen flyger till rosväxter (hallonsläktet, älggräs och rosor), ranunkelväxter (ranunkelsläktet), korgblommiga växter (rosettfibblor, klintar och tistlar), vivesläktet (vivor), näveväxter (nävor), malvaväxter (lindar), korsblommiga växter (senap) samt dunörtsväxter (dunörter). Bona är i regel enstaka, ej i kolonier, och kan bli mycket djupa (över en meter). Ängssandbiet övervintrar som vuxen.
Arten parasiteras av gökbiet ängsgökbi (Nomada fabriciana) som lägger sina ägg i boet och stjäler larvernas näring. I undantagsfall kan den också angripas av inälvsparasiter som vridvingen Stylops gwynanae.

## Utbredning
Arten finns i Väst- och Centraleuropa från mellersta Sverige i norr söderut till Medelhavet, och västerut från Brittiska öarna till Baltikum, nordvästra Belarus, Polen, Rumänien, Bulgarien och Grekland, samt mer fragmenterat i Ukraina och Ryssland. Utanför Europa finns den i Turkiet, Iran, Israel, norra Kazakstan och Kina. Den förekommer också i Nordafrika.

## Bevarandestatus
Både globalt och i Sverige  är arten klassificerad som livskraftig (LC). Artens förekomst i Finland verkar vara dåligt känd. Enligt Finlands artdatacenter är arten väletablerad i landet, men inga fynd är registrerade och arten är inte klassificerad i någon rödlistekategori.